# David Baird, I baronetto
David Baird, I baronetto, di Newbyth (East Lothian, 6 dicembre 1757 – Londra, 18 agosto 1829), è stato un generale, politico e nobile scozzese.

## Biografia
David Baird era figlio di William Baird, di famiglia mercantile originaria di Edimburgo, e decise di intraprendere la carriera nel British Army nel 1772. Inviato in India nel 1779 con il 71st Regiment of Foot, venne promosso in seguito capitano. Al suo arrivo, Baird fu sottoposto al comando di sir Hector Munro, chiamato ad assistere il colonnello Baillie, minacciato dalle truppe di Hyder Ali. Nell'azione che seguì l'intera forza inglese fu sbaragliata e Baird rimase pesantemente ferito, finendo nelle mani di un capo mysore e restò prigioniero per quattro anni.

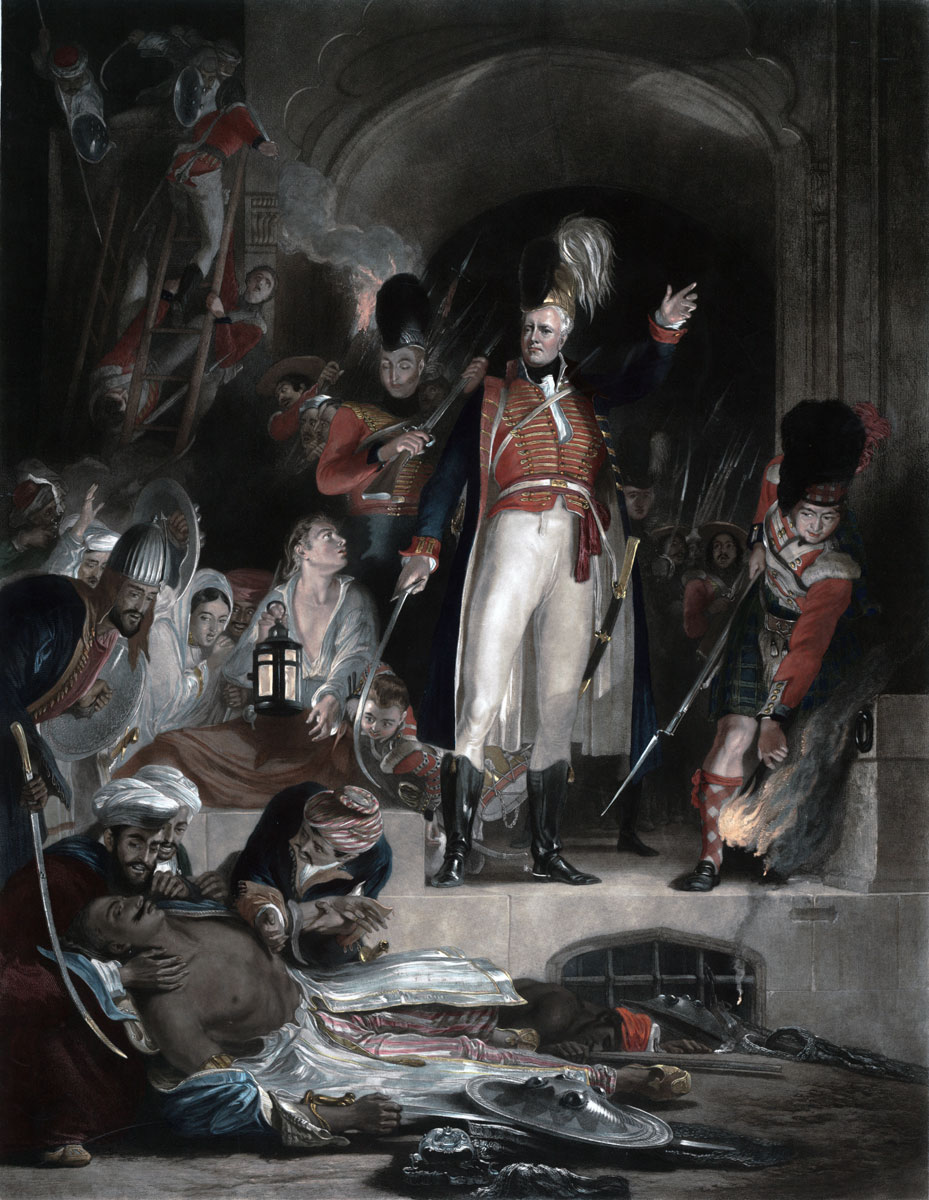
Baird scopre il corppo di Tipu Sultan dopo aver assaltato Seringapatam. Incisione da un dipinto del 1839 di David Wilkie.

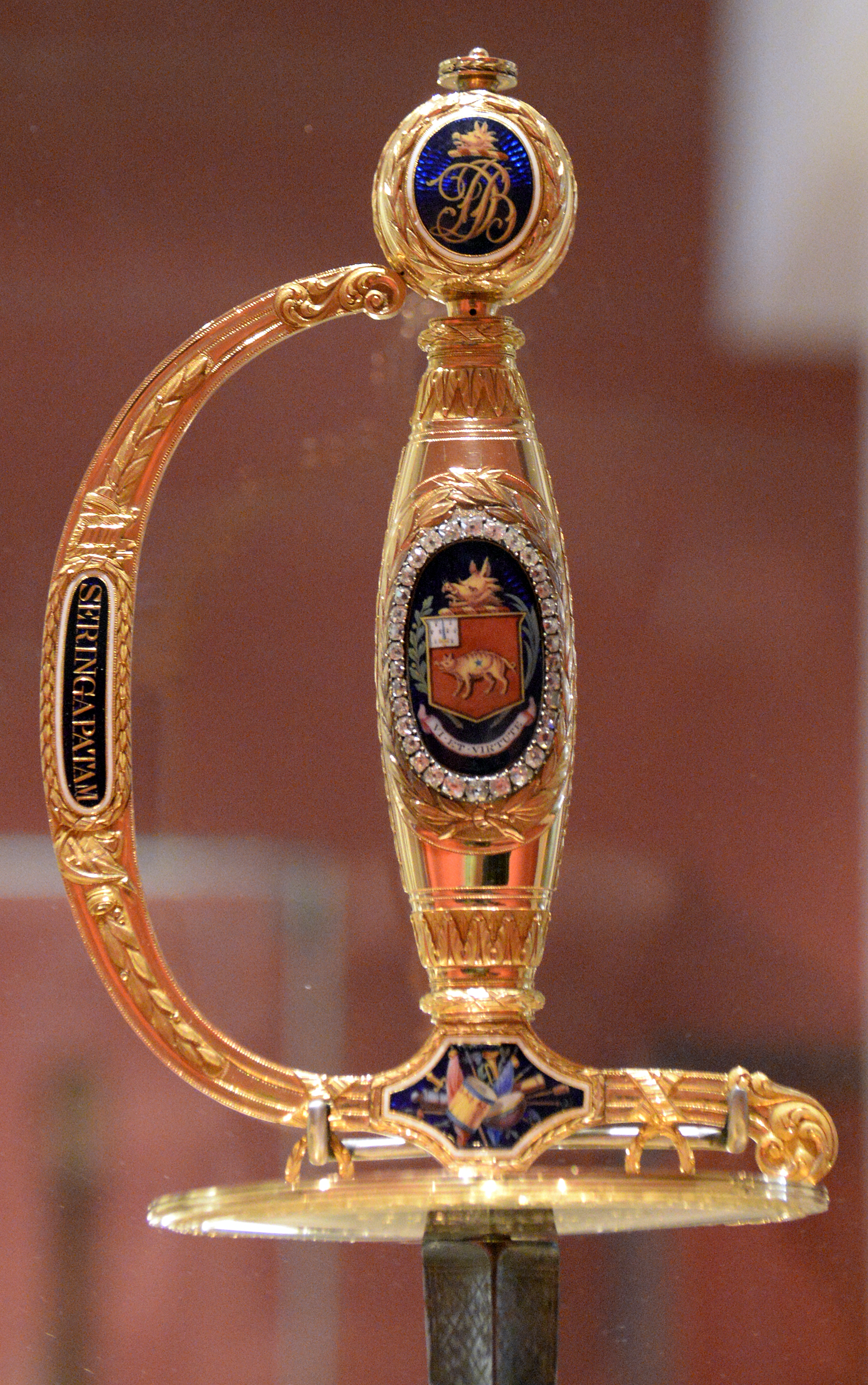
Dettaglio dell'elsa d'oro della spada decorata con smalti e diamanti donata a sir David Baird dai suoi ufficiali per commemorare la sua vittoria a Seringapatam. Inghilterra, 1799, National Museum of Scotland

Promosso maggiore nel 1787, tornò in Inghilterra nel 1789, ed acquistò una commissione da tenente colonnello nel 1790, facendo quindi ritorno in India l'anno successivo. Riprese la guerra contro Tipu Sultan a comando di una brigata, e prestò servizio sotto Lord Cornwallis nelle operazioni presso Seringapatam nel 1792. Conquistò la città di Pondicherry e fu promosso colonnello nel 1795. Baird prestò inoltre servizio presso il capo di Buona Speranza come generale di brigata e tornò in India col grado di maggiore generale nel 1798. Nell'ultima guerra contro Tipu nel 1799, Baird venne nominato comandante dell'assalto a Seringapatam, conquistando la fortezza nella quale in precedenza era stato prigioniero.
Dispiaciuto dal fatto che il comando generale delle operazioni fosse stato affidato al colonnello Arthur Wellesley, il quale poi ottenne anche il comando della fortezza da lui conquistata, Baird si risentì coi superiori. Ricevette i complimenti del parlamento e della Compagnia britannica delle Indie orientali e gli venne offerta anche una pensione che comunque lei declinò.
Il generale Baird comandò un corpo di spedizione anglo-indiano organizzato a Bombay nel 1801 per cooperare con sir Ralph Abercromby nell'espulsione dei francesi dall'Egitto. Giunse sul posto dopo la Battaglia di Alessandria del 21 marzo 1801, e poco dopo Abercromby venne colpito in una schermaglia, morendo il 28 marzo. Wellesley che era stato nominato secondo in comando a Baird, per questioni di salute non accompagnò la spedizione. Baird raggiunse Jeddah il 17 maggio, dove si unì ad un contingente proveniente dal capo di Buona Speranza. Le forze sbarcarono a Kosseir l'8 giugno e marciarono per 167 miglia attraverso il deserto in direzione di Qena lungo il Nilo, e poi per altri 253 miglia verso il Cairo. I francesi consegnarono il Cairo il 27 giugno. Il contingente indiano marciò quindi su Alessandria in tempo per assediare Alessandria tra il 17 agosto ed il 2 settembre 1801.
Al suo ritorno in India nel 1802, venne contrapposto a Sindhia, ma irritato da una nuova nomina concessa a Wellesley lasciò il suo incarico e fece ritorno in Europa. Nel 1804 fu nominato cavaliere e nel 1805–1806, col grado di tenente generale, comandò una spedizione al capo di Buona Speranza, prendendo Cape Town e costringendo il generale olandese Janssens alla resa nella Battaglia di Blaauwberg.
Il commodoro Home Riggs Popham persuase sir David a concedergli parte delle sue truppe per un'invasione di Buenos Aires, operazione che fallì e Baird venne richiamato nel 1807 per aver acconsentito a un'azione non prevista dal governo. Venne reimpiegato quindi come generale di divisione a Copenaghen nel 1807 e rimase ferito nel corso della battaglia che vi si svolse. In quello stesso anno venne nominato colonnello del 24th (2nd Warwickshire) Regiment of Foot, posto che mantenne sino alla sua morte.
Poco dopo il suo ritorno, fu inviato a combattere nella guerra peninsulare al comando di forze considerevoli che giunsero in Spagna per cooperare con sir John Moore, del quale venne nominato secondo in comando, pur non avendo la possibilità di comandare direttamente sul campo. 
Alla battaglia di Corunna, dopo la morte di Moore, gli succedette al comando, ma poco dopo perse il braccio sinistro e pertanto il comando dovette passare a sir John Hope.
Ottenuti nuovamente i ringraziamenti da parte del governo, divenne gran croce dell'Ordine del Bagno e fu nominato baronetto nel 1809. Non venne più impiegato sul campo e nel 1814 ottenne il rango di generale, oltre al governatorato di Kinsale cinque anni dopo. Nel 1820 venne nominato comandante in capo in Irlanda e Consigliere Privato per l'Irlanda sino al suo pensionamento nel 1822.
Morì il 18 agosto 1829 all'età di 71 anni, senza eredi.
Aveva sposato Anne Preston Menzies Campbell Preston, figlia ed erede del maggiore Patrick Preston, Younger di Valleyfield, il 4 agosto 1810. Dopo la morte di David, la vedova eresse un obelisco alla sua memoria presso Trowan, non lontano da Crieff.

## Nella cultura popolare

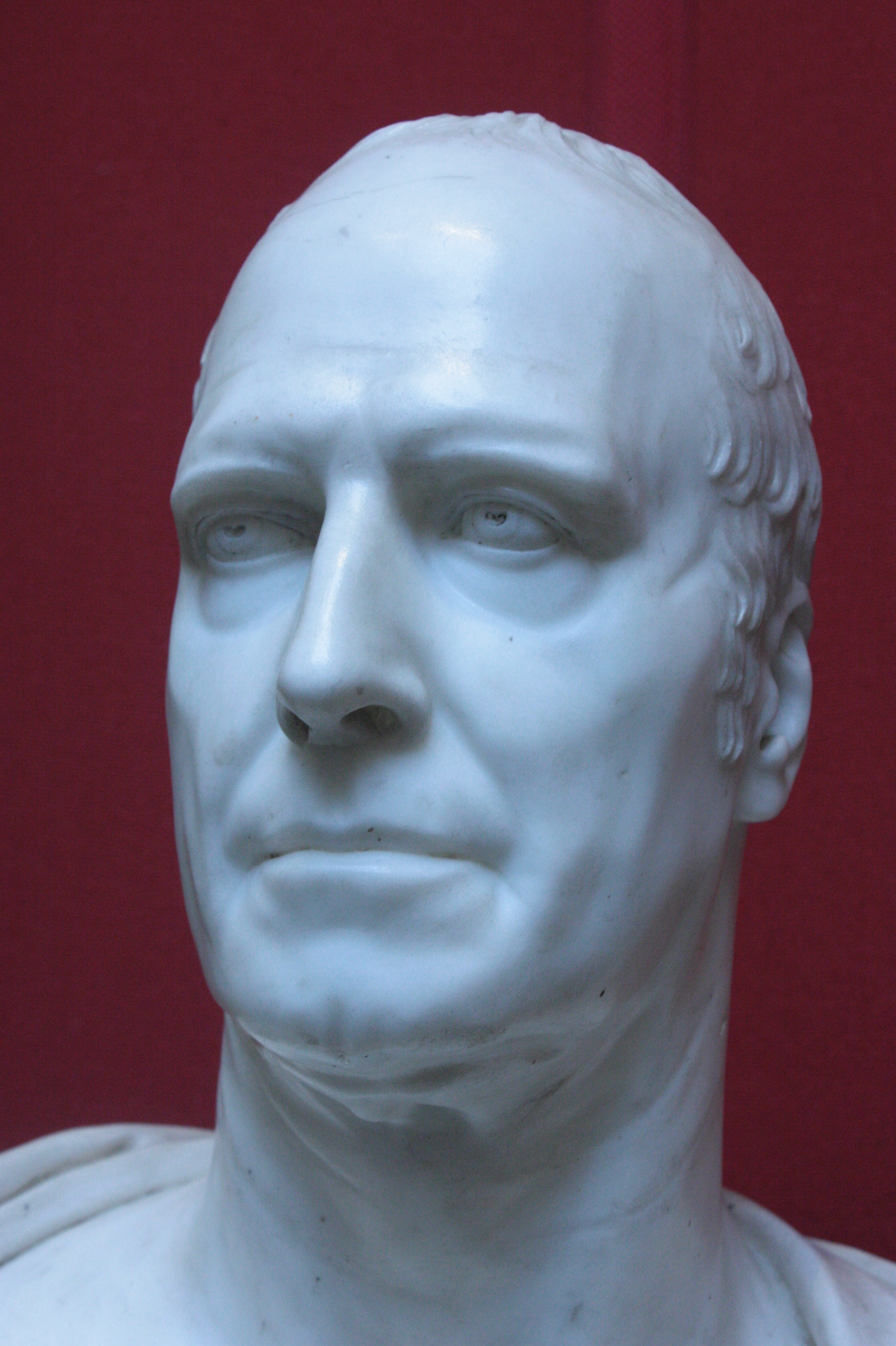
Busto di Baird eseguito da Lawrence Macdonald, 1828

Baird appare come personaggio nella serie di racconti di Richard Sharpe, incentrati sul suo ruolo nella campagna in India nel 1799 e sulla spedizione del 1807 a Copenaghen.
Baird appare inoltre come comandante generale nel racconto The Only Victor di Alexander Kent.
Il ruolo di Baird nella cattura di Cape Town è descritto da Julian Stockwin nel suo romanzo Conquest, del 2011, mentre il suo ruolo nell'attacco a Buenos Aires è descritto nel volume dello stesso autore, Betrayal, pubblicato nel 2012.
Baird appare inoltre nelle prime pagine del racconto La pietra di Luna, di Wilkie Collins.